# 塔克西莫
塔克西莫（羅馬化：Taksimo）是俄罗斯布里亚特共和国的市级镇、穆亚区行政中心，位于穆亚河右岸，在共和国首府乌兰乌德东北约690（430英里）处。
该地2021年人口有7,691人；2010年人口9,438；1989年人口12,368。